# Van den Bosch (Belgisch adelsgeslacht)
Van den Bosch is een geslacht waarvan leden sinds 1933 tot de Belgische adel behoren.

## Geschiedenis
De bewezen stamreeks begint met Lambert de Bois die in 1520 testeerde in Millen. Nageslacht was schepen in die stad, later ook bestuurder van andere gemeenten. Dr. Firmin van den Bosch (1864-1949) werd in 1933 verheven in de erfelijke Belgische adel met de titel van baron overgaande bij eerstgeboorte; zijn jongste zoon dr. Jean van den Bosch (1910-1985) verkreeg in 1965 diezelfde adellijke gunst, maar hij had geen mannelijke nakomelingen.
Anno 2018 waren er nog vier mannelijke afstammelingen in leven: naast het hoofd van het geslacht zijn drie zonen, de jongste geboren in 1993.

### Wapenbeschrijvingen
- 1933: In zilver, een keper van lazuur, beladen met drie sterren met zes stralen van goud, en vergezeld van drie lotusbloemen van lazuur. Het schild voor den titularis overtopt met eene baronnenkroon, en gehouden door twee hermelijnen in natuurkleur, het schild voor [de] andere nakomelingen getopt met eenen helm van zilver, gekroond, getralied, gehalsband en omboord van goud, gevoerd en gehecht van keel, met dekkleeden van zilver en lazuur. Helmteeken: een ster van het schild tusschen een vlucht van zilver en lazuur. Wapenspreuk: 'Permitte Deo caetera' van zilver, op een lossen band van lazuur.
- 1965: In zilver, een keper van lazuur, beladen met drie sterren met zes stralen van goud, en vergezeld van drie lotusbloemen van lazuur. Het schild overtopt met een helm van zilver, gekroond, getralied, gehalsband en omboord van goud, gevoerd en gehecht van keel, met dekkleden van zilver en van azuur. Helmteken: een ster van het schild, tussen een vlucht van zilver en van azuur. Wapenspreuk: 'Permitte Deo caetera' van zilver, op een losse band van azuur. Bovendien voor de [titularis] het schild getopt met een baronnenkroon en gehouden door twee hermelijnen van natuurlijke kleur.

## Enkele telgen
Pierre van den Bosch (1838-1916), postmeester
- Dr. Firmin baron van den Bosch (1864-1949), jurist en letterkundige
  - Jhr. dr. Robert van den Bosch (1894-1941), jurist
    - Xavier baron van den Bosch (1927-1986), projectontwikkelaar
      - François baron van den Bosch (1950), directeur-generaal bij BNP Paribas en chef de famille
        - Jhr. Christophe-Philippe van den Bosch (1985), makelaar, vermoedelijke opvolger als chef de famille

  - Dr. Jean baron van den Bosch (1910-1985), diplomaat

#### Adellijke allianties
- De Crane d'Heysselaer (1924), De Cooman d'Herlinckhove (1927), Anciaux Henry de Faveaux (1946), Van de Walle (1975), De Vaucleroy (1983)